# Ester Expósito

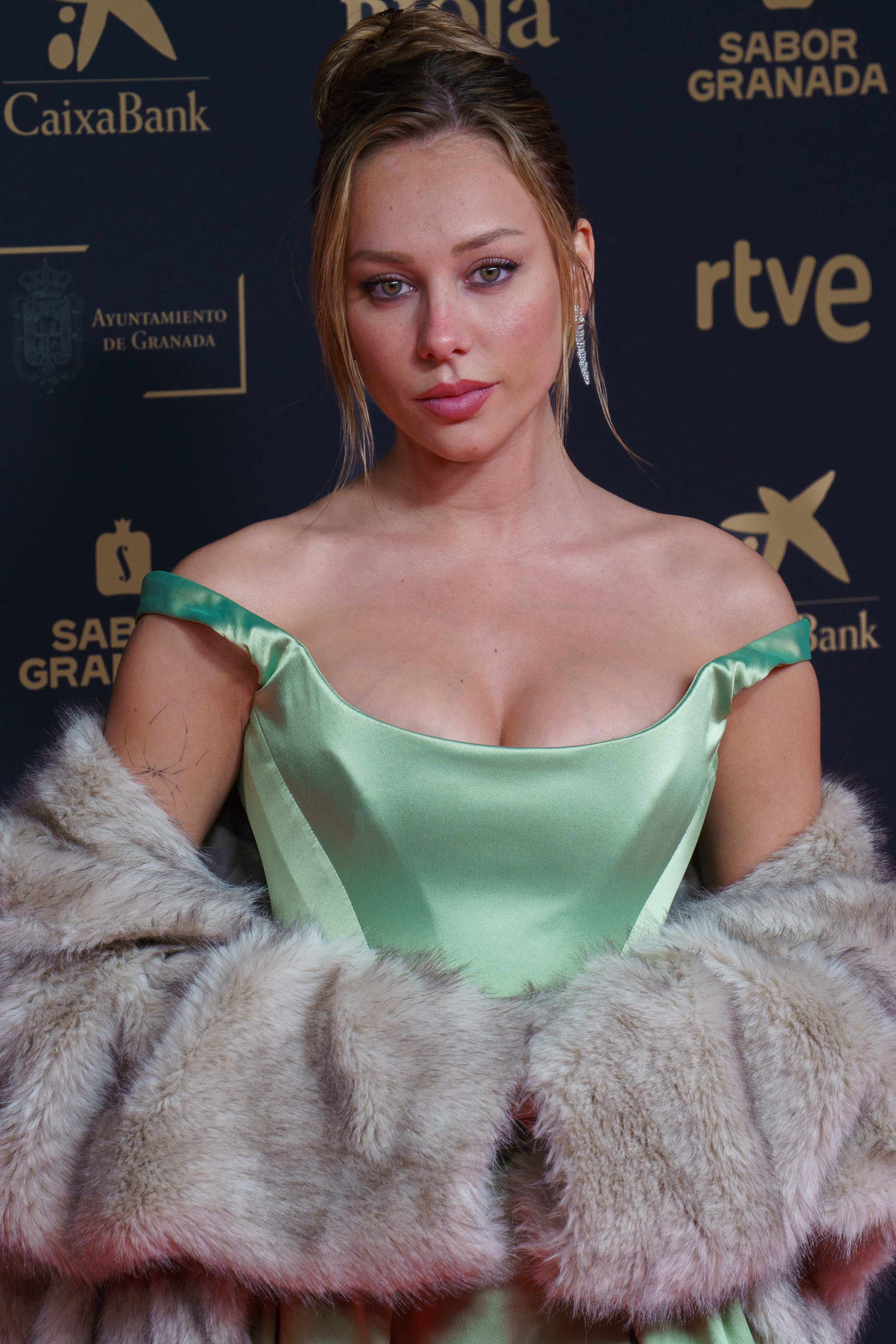
Ester Expósito (2025)

Ester Expósito Gayoso (* 26. Januar 2000 in Madrid) ist eine spanische Schauspielerin.

## Leben
Ester Expósito Gayoso ist seit ihrem siebten Lebensjahr schauspielerisch aktiv. Als Jugendliche interessierte sie sich für professionelle Mode und besuchte verschiedene international ausgerichtete Schauspielkurse in Madrid. Als „Beste Schauspielerin“ gewann sie 2013 und 2015 den Theaterpreis für Schüler der Region Madrid in der Kategorie „Englisch“ und 2016 den Schülertheaterpreis der Universität Carlos III. In einem der ausgezeichneten Stücke, einer Adaption von Die Truman Show, spielte die 15-Jährige die Ehefrau des männlichen Protagonisten Truman Burbank. Im selben Jahr trat sie in der Fernsehserie Vis a vis, die in einem Gefängnis spielt und damals bei Antena 3 lief, erstmals im Fernsehen auf und übernahm 2017 in der Serie Estoy vivo die Rolle der Ruth. Durch die Rolle der Carla Rosón, die sie in der spanischen Netflix-Produktion Élite über 24 Folgen in drei Staffeln verkörperte, wurde Ester Expósito einem breiten, internationalen Publikum bekannt.
Mit 26 Millionen Followern (Stand: November 2020) ist Ester Expósito die beliebteste Spanierin auf Instagram. Im April 2020 veröffentlichte sie ein 18-sekündiges Tanzvideo, das mit 57 Millionen Wiedergaben weltweit das bis dato meistgespielte Video in der Geschichte von Instagram wurde. Im August 2021 wurde sie das Gesicht der Marke Dolce & Gabbana.
Am 2. September 2020 eröffnete Ester Expósito als Ehrengast die Internationalen Filmfestspiele von Venedig 2020. Sie war damals mit dem mexikanischen Schauspieler Alejandro Speitzer zusammen, mit dem sie 2019 in Alguien tiene que morir vor der Kamera stand, einem 2020 von Netflix veröffentlichten dreiteiligen Melodrama, das Verwicklungen in einer Großgrundbesitzerfamilie im Spanien der Francozeit zeigt. Später war sie zwei Jahre mit dem uruguayischen Schauspieler Nicolás Furtado liiert, mit dem sie 2023 in Paris die Uraufführung ihres Films Lost in the Night besuchte und von dem sie sich im Herbst desselben Jahres getrennt hat.

## Filmografie (Auswahl)
- 2016: Vis a vis (Fernsehserie, Folge 2x13)
- 2016: Centro médico (Fernsehserie, Folge 2x77)
- 2017: Estoy vivo (Fernsehserie, 8 Folgen)
- 2018: Tu Hijo (Thriller)
- 2018: Cuando los ángeles duermen (Thriller)
- 2018–2020: Élite (Webserie, 24 Folgen)
- 2019: La caza (Fernsehserie, 9 Folgen)
- 2020: Veneno (Fernsehserie, Gastrolle als Machús Osinaga in Folge 1 und 5)
- 2020: Jemand muss sterben (Alguien tiene que morir, dreiteilige Miniserie)
- 2021: Mamá o papá (You Keep the Kids, Filmkomödie, Remake von Papa ou Maman)
- 2021: Élite-Kurzgeschichten: Carla – Samuel (Élite: historias breves. Carla Samuel, dreiteilige Miniserie innerhalb des Spin-Offs Élite-Kurzgeschichten)
- 2022: Rainbow (Musical Comedy, angelehnt an Der Zauberer von Oz)
- 2022: Venus
- 2023: Lost in the Night (Perdidos en la noche)
- 2024: El llanto
- 2024–2025: Bandidos (Fernsehserie, 14 Folgen)